# 上アンガラ川
上アンガラ川（かみアンガラがわ、ロシア語: Верхняя Ангара、ブリヤート語: Дээдэ Ангар мүрэн）はシベリアを流れる川である。長さは320kmでバイカル湖の北東に発し、ブリヤート共和国内を南西に流れて、バイカル湖の最北端へ注ぐ。部分的に船の航行が可能である。

## 参照項目
- アンガラ川